# Archichlora jacksoni
Archichlora jacksoni är en fjärilsart som beskrevs av Robert H. Carcasson 1971. Archichlora jacksoni ingår i släktet Archichlora och familjen mätare. Inga underarter finns listade i Catalogue of Life.